# ベーラム (タギー)
タギーのベーラ若しくはベーラムことベーラム・ジェメダー（Buhram Jemedar、1765年－1840年）は、タギーと呼ばれた18世紀後半から19世紀初頭にかけてインド北中部で活動していた宗教的殺人強盗団のリーダーである。

## 概要
しばしばベーラムは世界で最も殺人を犯した者としてギネスブック等にも引用され、rumalと呼ばれる大きなメダルが縫い付けられた儀式用のスカーフを被害者の喉仏に素早く絡ませ、931人を絞殺して金品を奪ったと伝えられている。
ジェームス・パットンという東インド会社でタギーや強盗団の摘発を行っていた警察官が1830年代に記載したベーラムの供述書には「931件の事件に関わり、自身の手で125人を絞殺し、150人以上の絞殺を目撃した」と書かれているという。
1840年に絞首刑に処された。
英語のthug（犯罪者、暴漢、チンピラの意）という言葉はヒンディー語のthagから引用されている。